# Guadalajara Challenger 2001
Il Guadalajara Challenger 2001 è stato un torneo di tennis facente parte della categoria ATP Challenger Series nell'ambito dell'ATP Challenger Series 2001. Il torneo si è giocato a Guadalajara in Messico dal 1 al 7 ottobre 2001 su campi in terra rossa.

## Vincitori

### Singolare
Agustín Calleri ha battuto in finale  Edgardo Massa con il punteggio di 6–4, 6–4

### Doppio
Gastón Etlis /  Martin Rodriguez hanno battuto in finale  Agustín Calleri /  Ignacio Hirigoyen con il punteggio di 7–5, 7–5